# Contea di Banbar
Banbar (邊壩縣T; 边坝县S; Biānbà XiànP) è una contea cinese della prefettura di Qamdo nella Regione Autonoma del Tibet. Il capoluogo è la città di Banbar. Nel 1999 la contea contava 29.337 abitanti.

## Geografia antropica

### Centri abitati
- Caoka 草卡镇
- Bianba 边坝镇
- Mawu 马武乡
- Reyu 热玉乡
- Nimu 尼木乡
- Shading 沙丁乡
- Jinling 金岭乡
- Jiagong 加贡乡
- Maxiu 马秀乡
- Duwa 都瓦乡
- Lazi 拉孜乡